# Marxa dels voluntaris
La Marxa dels Voluntaris (Xinès simplificat: 义勇军进行曲, Xinès tradicional: 義勇軍進行曲, pinyin: yìyǒngjūn Jìnxíngqǔ) és l'himne nacional de la República Popular de la Xina (incloent la Regió Administrativa Especial de Hong Kong des de l'u de juliol de 1999 i la Regió Administrativa Especial de Macau des del 20 de desembre de 1999). Composta l'any 1934 pel músic xinès Nie Er, amb lletra de Tian Han, es convertí en l'himne provisional de la Xina el 27 de setembre de 1949, a la primera sessió plenària de la Conferència Consultiva Política Popular de la Xina.
La Marxa dels Voluntaris es convertí en l'himne nacional de la Xina de forma oficial el 4 de desembre de 1982 pel Congrés Nacional Popular. L'any 2004, mitjançant l'Article 136 de la Constitució de la República Popular de la Xina, es ratificà l'oficialitat de l'himne.

## Origen de la cançó
Tian Han i Nie Er componen aquesta cançó com a tema principal d'una pel·lícula xinesa de l'any 1935 anomenada Fills i filles en temps de tempesta. Aquesta pel·lícula explica la història d'un intel·lectual xinès atrapat enmig del conflicte entre la Xina i el Japó que decideix deixar Xangai per unir-se a la resistència xinesa contra l'invasor japonès. La pel·lícula s'emmarca a dins d'un moviment creatiu dins del cinema xinès conegut com a Moviment d'Esquerres, enfocat en el conflicte entre classes i en l'amenaça exterior.

La lletra de la Marxa dels Voluntaris, també coneguda formalment com a Himne Nacional de la República Popular de la Xina, va ser composta per Tian Han el 1934, com a dos estrofes en el seu poema La Gran Muralla i la intenció era reutilitzar-la bé en una obra de teatre on treballava aleshores, o com a part del guió de la propera pel·lícula de Diantong, Fengyun Ernü. La pel·lícula és una història sobre un intel·lectual xinès que durant l'incident de Xangai fuig a Qingdao, on pot viure una vida de luxe, però a qui les circumstàncies el porten a renunciar a tot això per a lluitar contra els japonesos durant la pacificació de Manxúria. Es diu que Tian va escriure la lletra a la presó sobre paper de fumar, o en paper de caixes de cigarretes, després de ser arrestat pels nacionalistes a Xangai; tot i que de fet, va ser arrestat a Xangai i retingut a Nanjing just després de la finalització de la pel·lícula. Durant el març i l'abril de 1935, Nie Er va posar lletra (amb ajustaments menors) mentre vivia al Japó, i al maig, el director sonor de Diantong, He Luting va comptar amb el compositor rus Aaron Avshalomov per a organitzar els acompanyaments orquestrals. La cançó va ser interpretada a correcuita per Gu Menghe i Yuan Muzhi, amb l'ajut d'un xicotet cor. He Luting va triar conscientment la primera presa, on s'apreciava l'accent cantonés de diversos dels intèrprets. El 9 de maig, Gu i Yuan farien una nova interpretació en accent estàndard per a la sucursal en Xangai de Pathé Orient, publicat en un single que serviria de publicitat per a la pel·lícula. 

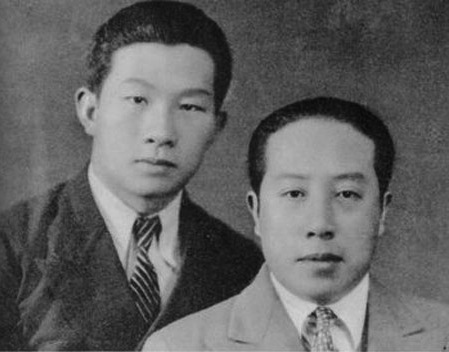
Nie Er i Tian Han, fotografiats a Xangai el 1933

Tot i que la pel·lícula no fora especialment reeixida inicialment, la cançó va popularitzar-se ràpidament, especialment arran que el govern del Guomindang reduïra la pressió sobre els esquerrans arran de l'incident de Xi'an de desembre de 1936. Una de les causes és que des de l'estrena del film, Lü Ji va impulsar, amb l'ajut dels cercles esquerrans de Xangai, un cor musical amateur a favor de la Campanya de Salvament Nacional.
A la pel·lícula del 1939 The 400 milions, de Joris Ivens, es reprodueix prominentment la marxa, en la versió enregistrada per Pathé. El mateix any, Lee Pao-chen la va incloure, amb una traducció anglesa pròpia, en un llibre de cançons publicat a la nova capital xinesa Chongqing; The New York Times va publicar la partitura de la cançó el 24 de desembre, juntament amb una anàlisi d'un corresponsal xinès a Chongqing. El 1940, mentre es trobava exiliat a Nova York, Liu Liangmo va contactar a Paul Robeson, qui interpretaria la cançó en xinés en un gran concert al Lewisohn Stadium de la ciutat de Nova York. La traducció anglesa fon obra de Tian Han i Liu Liangmo, tot i que segurament Robeson els va ajudar. La versió enregistrada per a Keynote Records a principis de 1941, amb tres discos, incloïa un llibret amb un prefaci escrit per Soong Ching-ling, vídua de Sun Yat-sen, i els seus ingressos foren donats a la resistència xinesa.
Més tard, Frank Capra faria servir la Marxa dels Voluntaris al seu film The Battle of China, el sisè de la sèrie de films propagandístics nord-americans Why we fight, produïts durant la Segona Guerra Mundial. La cançó apareix com a leitmotiv general durant bona part de la pel·lícula.
La Marxa dels Voluntaris va interpretar-se oficialment per primera vegada a la Conferència Mundial de la Pau, a l'abril de 1949. Originalment s'havia de celebrar a París, però les autoritats franceses van refusar tants visats als seus delegats que es va celebrar una conferència paral·lela a Praga, Txecoslovàquia. En aquell moment, Beijing havia passat recentment sota el control dels comunistes a la guerra civil xinesa i els seus delegats van assistir a la conferència de Praga representant el país. La cançó va ser interpretada personalment per Paul Robeson.

## Primer ús com a himne
Tot i que no hi ha cap document oficial que expliqui perquè la popular cançó va ser elegida com a himne nacional, es pot trobar en una columna del diari xinès Renmin Ribao de 15 de novembre de 1949:
La Marxa dels Voluntaris és la cançó més ben rebuda entre els xinesos procedent de les lluites revolucionàries dels darrers anys, i duu a sobre un tros significatiu de la nostra història. Vam decidir escollir aquesta cançó com a himne nacional sense canviar la seva lletra original per tres raons: la lletra original fa recordar al nostre poble els perills i dificultats que va haver de passar per construir una nova nació; la lletra original inspira els nostres cors patriòtics per lluitar contra les invasions imperialistes; i la lletra original encoratja el nostre poble a dur la revolució a casa. Si entenem que el poble rus s'enorgulleix d'haver fet servir La Internacional com el seu himne nacional durant molt de temps, i que el poble francès encara canta orgullós La Marsellesa com a himne nacional avui en dia, la nostra decisió és indubtable.
El juny d'aquell mateix any es creava un comitè dins del Partit Comunista de la Xina per decidir l'himne de la República Popular de la Xina que s'havia de proclamar en breu. Aquest comitè rebé 6,926 propostes d'himne. La Marxa dels Voluntaris fou suggerida pel pintor Xu Beihong i fou aprovada per unanimitat per tots els membres del comitè. La decisió va tenir el suport inicial de Zhou Enlai i, en darrera instància, de Mao Zedong, de manera que es convertí en l'himne provisional de la República Popular de la Xina just dies abans de la seva fundació.

## Revolució cultural i ús posterior
Durant la Revolució Cultural, l'autor de la lletra, Tian Han, fou empresonat, i la Marxa dels Voluntaris fou prohibida. Durant aquest període, de forma no oficial es va fer servir com a himne la cançó L'orient és roig. Tanmateix, a partir de l'any 1969 es va tornar a fer servir i fou restablerta com a himne nacional a partir del Congrés Nacional Popular de 1978, però amb la lletra canviada. La lletra, però, no fou acceptada per la població.
Finalment, l'any 1982 el Congrés Nacional Popular decidia restablir la lletra original de 1935, i finalment l'any 2004, a través d'una modificació de la Constitució de la República Popular de la Xina, es feia efectiva la seva oficialitat.

## Lletra de l'himne
| Xinès simplificat | Xinès tradicional | Pinyin | Traducció al català |
| --- | --- | --- | --- |

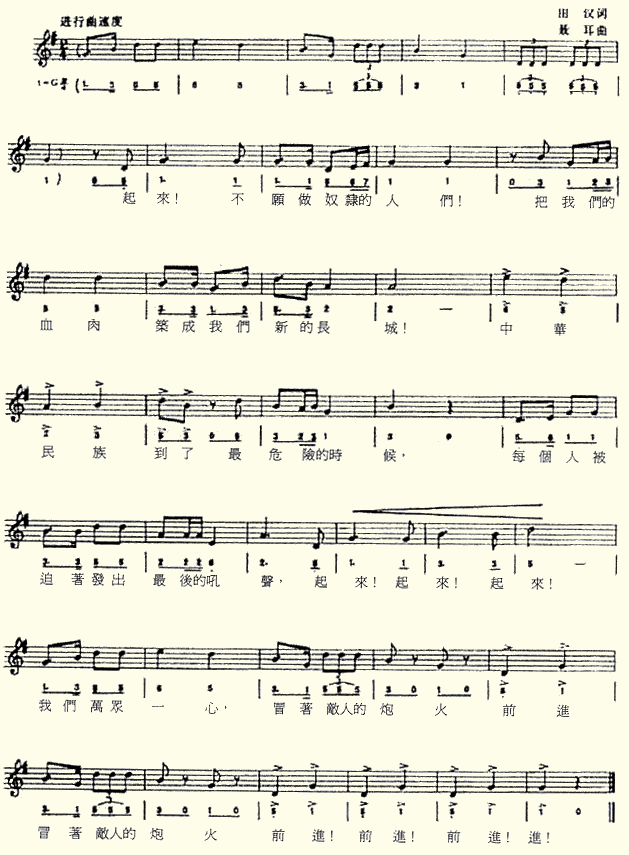
Partitura de la Marxa dels Voluntaris

| 起来! 不愿做奴隶的人们！ 把我们的血肉， 筑成我们新的长城！ 中华民族到了 最危险的时候， 每个人被迫着发出 最后的吼声。 起来！起来！起来！ 我们万众一心， 冒着敌人的炮火，前进！ 冒着敌人的炮火，前进！ 前进！前进！进！ | 起來！ 不願做奴隸的人們！ 把我們的血肉 築成我們新的長城！ 中華民族到了 最危險的時候， 每個人被迫著發出 最後的吼聲。 起來！起來！起來！ 我們萬眾一心， 冒著敵人的炮火，前進！ 前進！前進！進！ | Qǐlái! Búyuàn zuò núlì de rénmen! Bǎ wǒmen de xuèròu, zhùchéng wǒmen xīn de chángchéng! Zhōnghuá mínzú dào liǎo zuì wēixiǎn de shíhòu. Měi ge rén bèi pòzhe fāchū zuìhòu de hǒushēng. Qǐlái! Qǐlái! Qǐlái! Wǒmen wànzhòngyìxīn, Màozhe dírén de pàohuǒ, qiánjìn! Qiánjìn! Qiánjìn! Jìn! | Aixequeu-vos! Tots aquells que no voleu ser esclaus! Que la nostra carn i la nostra sang construeixin la nostra nova Gran Muralla! La Nació Xinesa ha arribat al moment més perillós. Tothom se sent forçat a deixar anar el darrer brogit. Aixequeu-vos! (x3) El nostre milió de cors batega com un de sol. Enfrontem-nos al foc enemic! Marxem! Marxem! Marxem! Endavant! |

Lletra de l'himne de 1978 a 1982
| Xinès simplificat | Xinès tradicional | Pinyin | Traducció al català |
| --- | --- | --- | --- |
| 前进！ 各民族英雄的人民！ 伟大的共产党 领导我们继续长征。 万众一心奔向 共产主义明天， 建设祖国保卫祖国 英勇地斗争。 前进！前进！前进！ 我们千秋万代 高举毛泽东旗帜，前进！ 前进！ 前进！ 进！ | 前進！ 各民族英雄的人民！ 偉大的共產黨 領導我們繼續長征。 萬眾一心奔向 共產主義明天， 建設祖國保衛祖國 英勇地鬥爭。 前進！前進！前進！ 我們千秋萬代 高舉毛澤東旗幟，前進！ 前進！ 前進！進！ | Qiánjìn! Gè mínzú yīngxióng de rénmín, Wěidà de Gòngchǎndǎng lǐngdǎo wǒmen jìxù chángzhēng. Wànzhòngyīxīn bēnxiàng gòngchǎnzhǔyì míngtiān, Jiànshè zǔgúo bǎowèi zǔgúo yīngyǒng de dòuzhēng. Qiánjìn! Qiánjìn! Qiánjìn! Wǒmen qiānqīuwàndài Gāojǔ Máo Zédōng qízhì, Qiánjìn! Qiánjìn! Qiánjìn! Jìn! | Marxeu! Herois de cada grup ètnic! El gran Partit Comunista ens duu a continuar la Gran Marxa. Un milió de cors units cap a un demà comunista. Lluitant amb valor per desenvolupar i protegir la nació. Marxeu! (x3) Aixecarem durant generacions la bandera de Mao Zedong! Marxem! La bandera de Mao Zedong! Marxem! Marxem! Marxem! Endavant! |

## La Marxa dels Voluntaris en altres territoris
La Marxa dels voluntaris fou prohibida a la República de la Xina (coneguda com a Taiwan) fins a l'any 1990, tot i la seva popularitat entre els nacionalistes xinesos, sobretot arran de la Guerra Sino-Japonesa de mitjan segle xx.
A Hong Kong, tot i ser una Regió Administrativa Especial, també és considerat l'himne oficial. Tanmateix, una traducció a l'anglès feta per la Universitat de Hong Kong es fa servir en actes protocol·laris com cerimònies de graduació.
A la Regió Administrativa Especial de Macau també és considerat himne oficial, i el seu ús està regulat per la Llei 5/1999. Aquesta llei proporciona a través del seu annex 4 una partitura amb la versió oficial, i l'article 7 especifica que en cap cas es pot modificar o alterar la lletra sota penes que poden anar fins a 3 anys de presó o 360 dies de sou. Tot i això, malgrat que Macau conserva el portuguès com a idioma oficial, la llei d'ús de l'himne nacional no facilita una traducció al portuguès d'aquest.